# پتکووی
پتکووی (به چکی: Petkovy) یک منطقهٔ مسکونی در جمهوری چک است که در ناحیه ملادا بولسلاو واقع شده‌است. پتکووی ۵٫۵۹ کیلومتر مربع مساحت و ۳۰۲ نفر جمعیت دارد.